# Мінденський водний міст

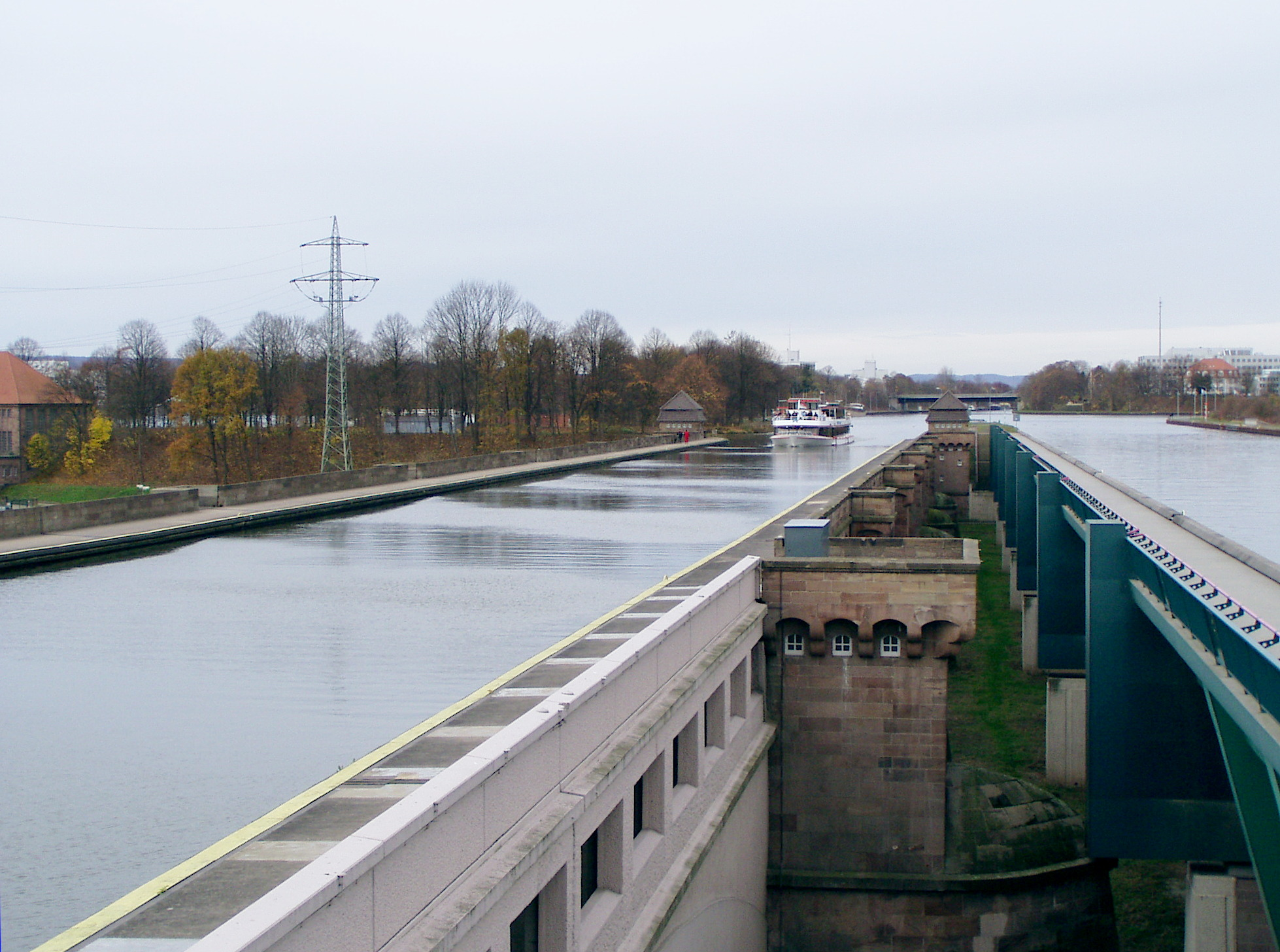
ліворуч — міст, відкритий в 1914 році, праворуч — новий міст, відкритий в 1998

Мінденський водний міст (нім. Trogbrücke Minden) — водний міст в Німеччині, місті Мінден. Через водний міст протікає Середньонімецький канал.
Міст складається з двох частин: із старого мосту, відкритого в 1914 році і нового, відкритого в 1998 році у зв'язку з тим, що старий міст був недостатньо глибоким для сучасних барж. Сьогодні старим мостом користуються тільки приватні човни і невеликі теплоходи. Висота каналу над річкою Везер близько 12 метрів, над сушею близько 10 м. Мінденський водний міст — другий по довжині водний міст в Європі, поступаючись першим місцем Магдебурзькому водному мосту.

## Старий міст
Міст був побудований за 2 роки і 9 місяців і відкритий в 1914 році. Міст має 6 прольотів, два з них безпосередньо через річку Везер — шириною 50 метрів, решта — 32 метри. Сукупно міст може пропускати до 3000 м3 води в секунду. Ширина каналу через міст — 24 метри, глибина — 3 метри, на кожен метр мосту тисне 72 тонни води.
Під час Другої світової війни міст не раз піддавався авіанальотам, однак залишався в дії, за винятком декількох тижнів восени 1944 року.
Міст був підірваний відступаючими німцями 4 квітня 1945 року, підірвані були два головних прольоти через річку Везер, в цьому місці він повністю обвалився і перекрив річку, остання у зв'язку з цим піднялася на півтора метра.
Відновлення мосту почалося в травні 1947 року і закінчилося в лютому 1949 року.

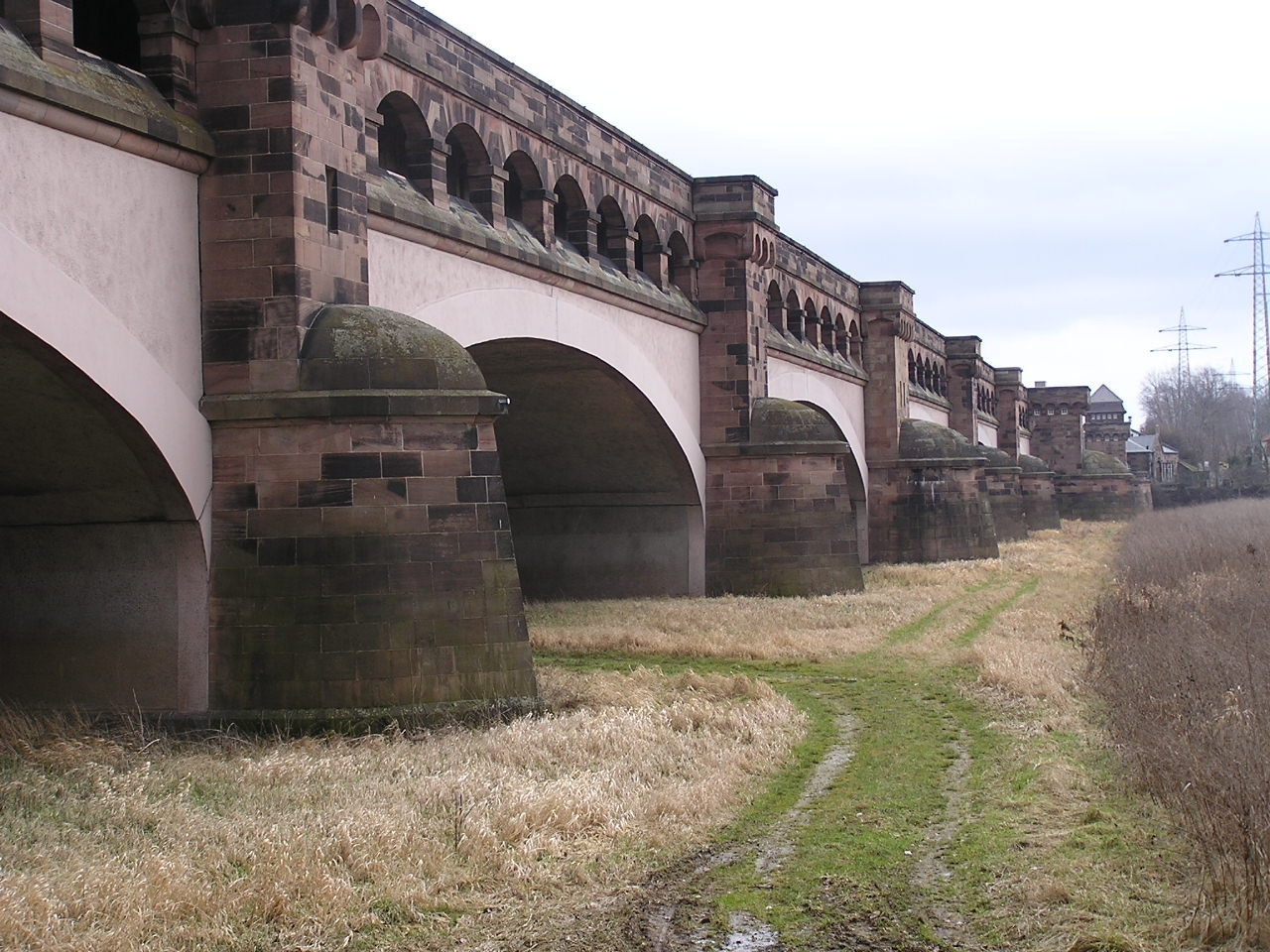
Старий міст
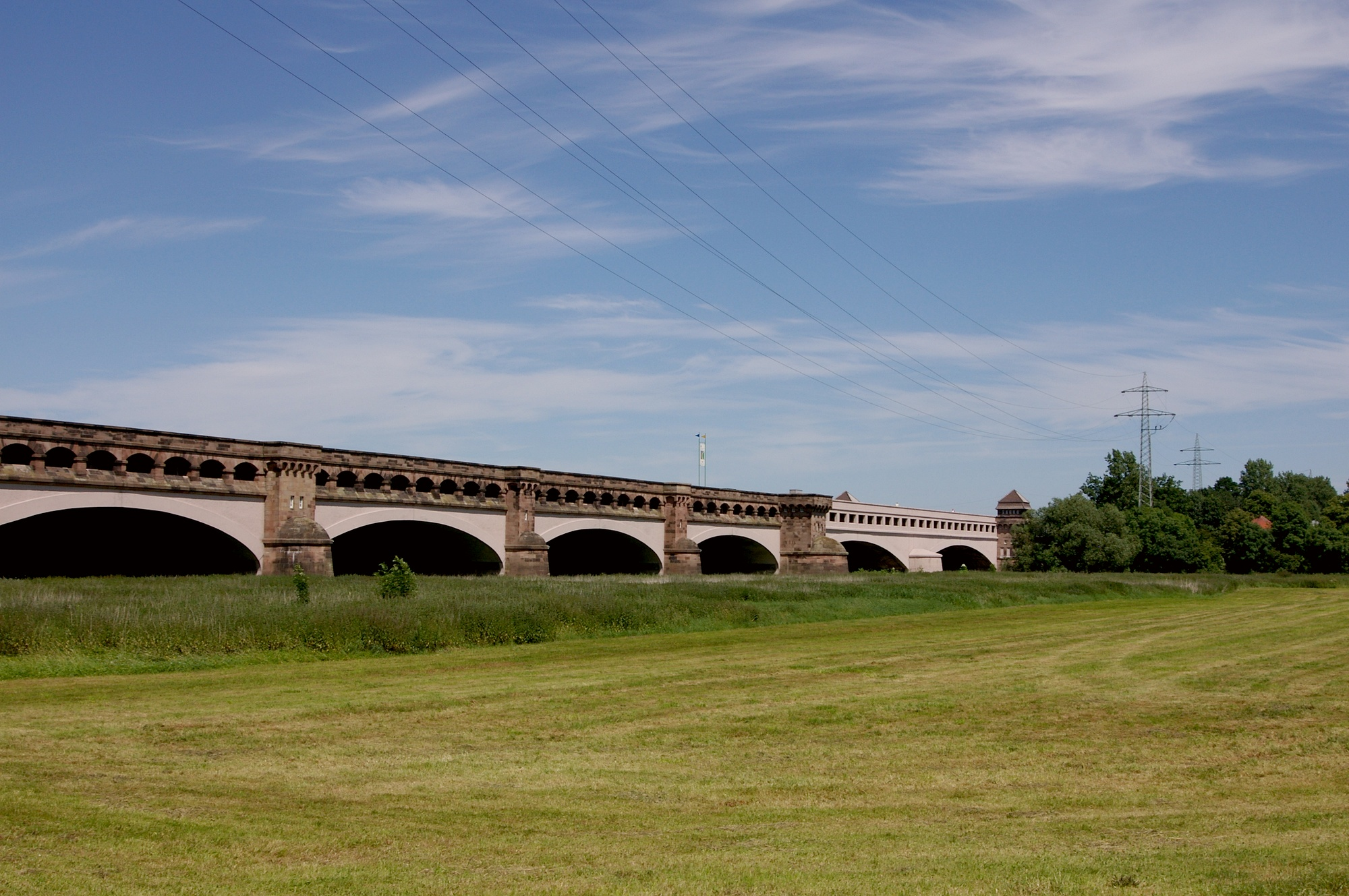
Світла частина мосту — підірвані і відновлені прольоти
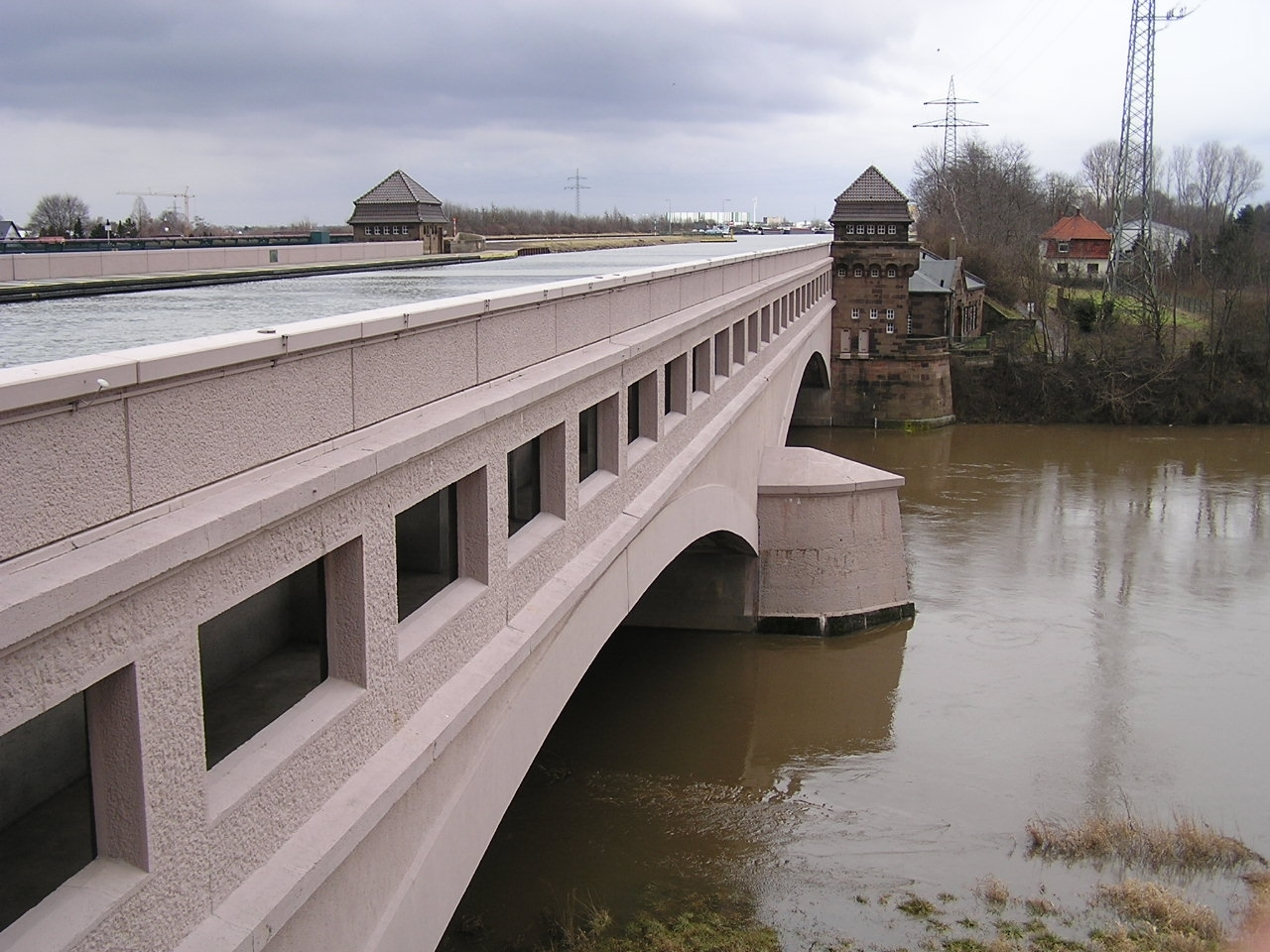
Канал над річкою Везер
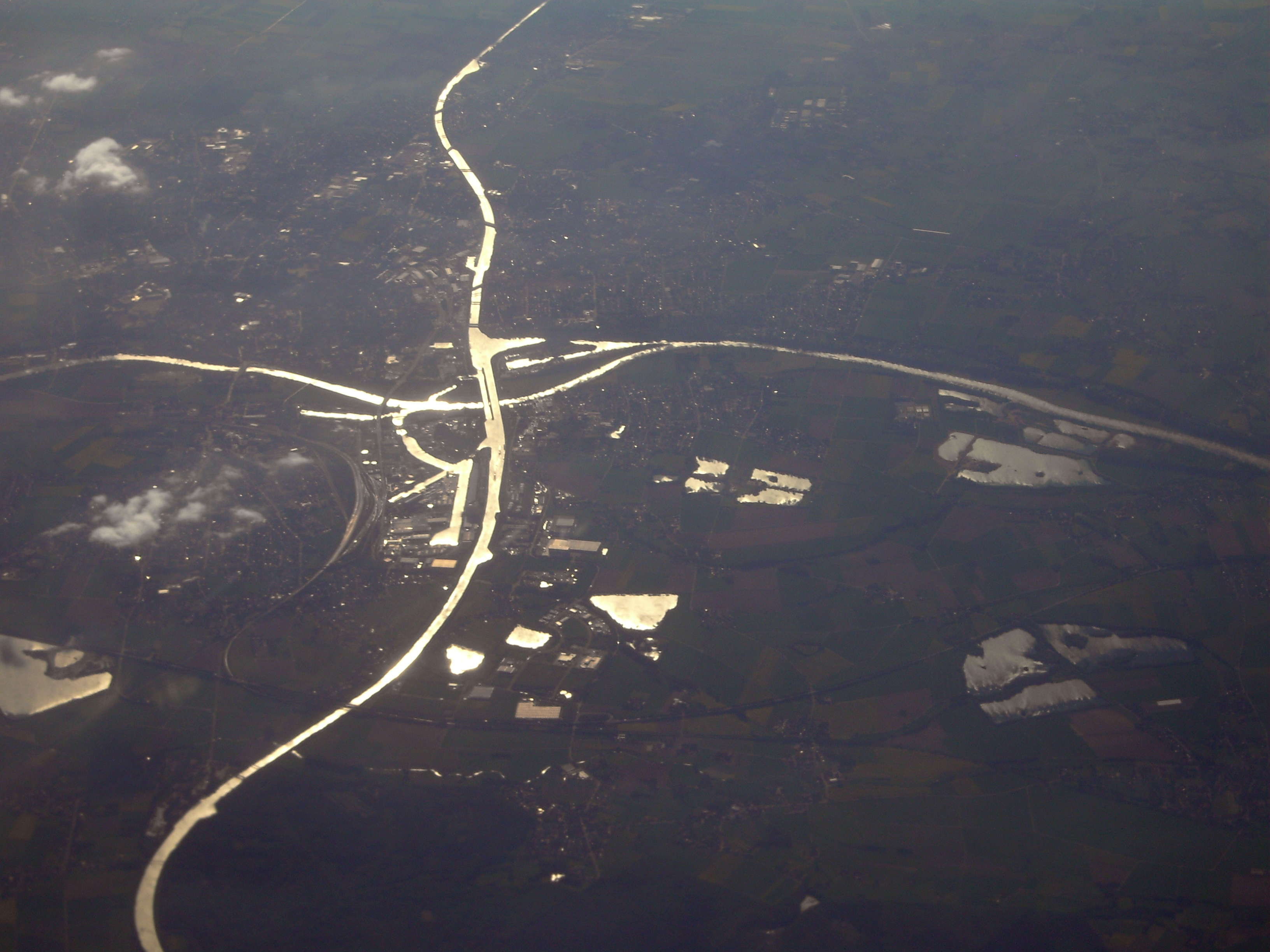
Вид з гори - горизонтально протікає річка Везер